# Thamnium bigelovii
Thamnium bigelovii là một loài rêu trong họ Neckeraceae. Loài này được (Sull.) A. Jaeger mô tả khoa học đầu tiên năm 1880.